# Quicksilver Messenger Service
Quicksilver Messenger Service je americká psychedelic rocková skupina, založená v roce 1965 v San Franciscu v Kalifornii.

## Diskografie
Studiová alba
- Quicksilver Messenger Service (1968)
- Happy Trails (1969) (Certified Gold-US). [1]
- Shady Grove (1969)
- Just for Love (1970)
- What About Me (1970)
- Quicksilver (1971)
- Comin' Thru (1972)
- Solid Silver (1975)